# BK Iskra Svit
O Basketbalový klub Iskra Svit (em português:  Basquetebol Clube Faísca de Svit), conhecido também apenas como Iskra Svit, é um clube de basquetebol baseado em  Svit, Eslováquia que atualmente disputa a SBL. Manda seus jogos na Iskra Arena com capacidade para 700 espectadores.

## Histórico de Temporadas
| Temporada | Nível | Liga   | Pos. | J     | PL  | Resultado         | Copa da Eslováquia | Competições internacionais |
| --------- | ----- | ------ | ---- | ----- | --- | ----------------- | ------------------ | -------------------------- |
| 2007-08   | 2     | I Liga | 5    | 6-8   |     |                   |                    | -                          |
| 2008-09   | 2     | I Liga | 2    | 11-3  |     | Promovido         |                    | -                          |
| 2009-10   | 1     | SBL    | 10   | 13-27 |     |                   |                    | -                          |
| 2010-11   | 1     | SBL    | 9    | 15-21 |     |                   |                    | -                          |
| 2011-12   | 1     | SBL    | 4    | 17-15 | 3-4 | Semifinais        |                    | -                          |
| 2012-13   | 1     | SBL    | 8    | 9-23  | 1-3 | Quartas de finais |                    | -                          |
| 2013-14   | 1     | SBL    | 3    | 20-12 | 6-5 | Terceiro colocado | Campeão            | -                          |
| 2014-15   | 1     | SBL    | 5    | 17-19 | 0-3 | Quartas de finais |                    | -                          |
| 2015-16   | 1     | SBL    | 6    | 10-22 | 0-3 | Quartas de finais | Semifinais         | -                          |
| 2016-17   | 1     | SBL    | 6    | 22-18 | 0-3 | Quartas de finais | Semifinais         | -                          |
| 2017-18   | 1     | SBL    | 5    | 22-14 | 2-3 | Quartas de finais | Semifinais         | -                          |
| 2018-19   | 1     | SBL    | 4    | 19-13 | 3-5 | Semifinais        | Quartas de finais  | -                          |
| 2019-20   | 1     | SBL    | 6º   | 14-14 |     |                   | Quartas de finais  | -                          |
| 2020-21   | 1     | SBL    | 3º   | 20-16 | 3-4 | Semifinais        | Quartas de finais  | -                          |
| 2021-22   | 1     | SBL    | 6º   | 10-18 | 0-2 | Quartas de finais | Finalista          | -                          |
| 2022-23   | 1     | SBL    | 2º   | 18-10 | 3-4 | Semifinais        | Campeão            | -                          |
| 2023-24   | 1     | SBL    | 3º   | 19-13 | 1-3 | Quartas de finais |                    |                            |
| 2024-25   | 1     | SBL    | 8º   | 13-23 | 0-3 | Quartas de finais |                    |                            |

fonte:eurobasket.com

## Títulos
Liga Eslovaca
Campeões (1): 2003
Liga Tchecoeslovaca
Campeão (1):1961
Copa da Eslováquia
Campeão (6):1998, 2001, 2004, 2005, 2014, 2023